# Juan Antonio Flecha
Juan Antonio Flecha Giannoni, född den 17 september 1977 i Junin, Buenos Aires, Argentina, är en spansk professionell tävlingscyklist. Han tävlade för det nederländska UCI ProTour-stallet Rabobank mellan 2006 och 2009, men fortsatte sedan vidare till Team Sky. Juan Antonio Flecha blev professionell 2000 med Colchon Relax-Fuenlabrada. 

## Barndom
Juan Antonio Flecha föddes i Buenos Aires förort Junin, men flyttade tillsammans med sin familj till Spanien när han var barn. Han började cykla seriöst när han var sju år.

## Professionell karriär
Flecha vann en etapp under Tour de France 2003 när han cyklade för iBanesto.com, och blev känd som den första argentinskfödda cyklist som vunnit en etapp i det franska etapploppets historia. Efternamnet Flecha betyder "pil" och därför sände han iväg en luftpil för att hedra sin familj vid vinsten.
Han blev en av kaptenerna i det italienska stallet Fassa Bortolo under säsongen 2004, ofta tillsammans med den schweiziska cyklisten Fabian Cancellara. Han gjorde fina resultat i Flandern runt, Paris-Roubaix och Liège-Bastogne-Liège. Under året vann han Züri Metzgete och Giro del Lazio.
Året därpå stod Flecha på prispallen på Gent-Wevelgem och Paris-Roubaix, i den sist nämnda tävlingen slutade han trea i Paris-Roubaix efter Tom Boonen och George Hincapie. Under året vann han Tour of Valencia och på ett närmast skandalartat vis blev han tvåa i Gent-Wevelgem när Nico Mattan, efter ett fall, fick mer hjälp än normalt av pressmotorcyklar och neutrala hjälpfordon.
När Fassa Bortolo lade ned sin cykelkarriär efter säsongen 2005 gick spanjoren vidare till det nederländska stallet Rabobank.
Under säsongen 2007 slutade Flecha tvåa i vårklassikern Paris-Roubaix efter Stuart O'Grady. Han slutade också tvåa i Omloop Het Volk efter Filippo Pozzato. Spanjoren slutade också tvåa på prologen av Eneco Tour efter Michiel Elijzen.
Juan Antonio Flecha hjälpte sin lagkamrat Oscar Freire att vinna Gent-Wevelgem under säsongen 2008. Hans mål var därefter att vinna Paris-Roubaix men efter en krasch innan den mytomspunna Arenbergskogen var den chansen borta. Under säsongen slutade han trea på Brabantse Pijl och Flandern runt. Juan Antonio Flecha vann Circuit Franco-Belge i slutet av säsongen 2008.
I februari 2009 slutade Flecha trea på semiklassikern Omloop Het Nieuwsblad bakom Thor Hushovd och Kevyn Ista. Några veckor senare slutade han tvåa på etapp 3 av Paris-Nice bakom Sylvain Chavanel. Han slutade på sjätte plats på Paris-Roubaix bakom Tom Boonen, Filippo Pozzato, Thor Hushovd, Leif Hoste och Johan Vansummeren. I augusti 2009 slutade Flecha på sjunde plats på Benelux Tours prolog. Han slutade på femte plats på etapp 5 av tävlingen bakom Lars Bak, Edvald Boasson Hagen, Francesco Gavazzi och Greg Van Avermaet. Resultaten ledde till att Flecha slutade på sjätte plats när tävlingen var över.

## Stall
- Colchon Relax-Fuenlabrada 2000–2001
- iBanesto.com 2002–2004
- Fassa Bortolo 2004–2005
- Rabobank 2006–2009
- Team Sky 2010–2012
- Vacansoleil-DCM 2013